# Grace Hopper
Grace Murray Hopper (født Grace Brewster Murray den 9. december 1906 i New York, død 1. januar 1992 i Arlington, Virginia), var en amerikansk matematiker, IT-specialist og kontreadmiral i US Navy.
Hopper arvede en interesse for matematik fra sin mor Mary Van Horne. Hun blev tidligt interesseret i maskiner generelt og senere i specielt regne- og automatiseringsmaskiner (datamaskiner). Hun blev tidligt reserveofficer i United States Navy, og arbejdede under 2. verdenskrig med flådens regneautomater. Hun skiftede til civil tjeneste og blev ansat ved Eckert-Mauchly Computer Corporation (senere Remington Rand) i 1949. Senere vendte hun tilbage til flåden, hvor hun arbejdede indtil hun i 1966 blev pensioneret som kommandørkaptajn. Otte måneder senere blev hun genansat midlertidigt i en periode på seks måneder, og denne midlertidige ansættelse blev herefter forlænget gennem en årrække, indtil Hopper lod sig endeligt pensionere fra US Navy som 79-årig den 14. august 1986. Hun fortsatte imidlertid med at arbejde som seniorkonsulent for Digital Equipment Corporation indtil kort tid før sin død.
Grace Hopper fandt det unødigt arbejdskrævende at programmere datidens beregningsautomater (de tidligste datamaskiner) og fik ideen til et program som kunne oversætte tekst til datasprog, en såkaldt compiler (oversætter). Hendes Flow-Matic var den første compiler som oversatte engelsk til maskinsprog, og den var færdigudviklet i 1952. Da der senere opstod et behov for en compiler, der var specielt tilpasset til at skrive dataprogrammer for håndtering af økonomiske og virksomhedsmæssige opgaver (på engelsk betegnet som common business orientation), blev hun leder af en gruppe, som med Flow-Matic som udgangspunkt skabte COBOL (COmmon Business Oriented Language), der var færdigt i første version i 1959.

## Hædersbevisninger (udvalg)
- 1973 - Medlem (Distinguished Fellow) som første kvinde i British Computer Society
- 1980 - Hædersdoktor ved Linköpings Universitet
- 1986 - Defense Distinguished Service Medal (USAs højeste militære udmærkelse i fredstid)
- 1996 - Destroyeren USS Hopper (DDG-70) af Arleigh Burke-klassen opkaldes efter Grace Hopper (som et af ganske få US Navy skibe opkaldt efter kvinder).